# Brian McAllister
Brian McAllister (Glasgow, 30 novembre 1970) è un ex calciatore scozzese, di ruolo difensore.

## Carriera

### Club
Dopo aver giocato in Nuova Zelanda con i Napier City Rovers (con cui vince anche un campionato) nella stagione 1989-1990 gioca 3 partite con il Wimbledon FC nella prima divisione inglese; nella stagione 1990-1991 viene invece ceduto in prestito al Plymouth, club con cui gioca 8 partite in terza divisione. Torna poi al Wimbledon, con cui nella stagione 1991-1992 disputa 10 partite in massima serie; nella stagione 1992-1993 scende invece in campo con maggior regolarità, disputando 27 partite, a cui poi aggiunge 13 partite nella stagione 1994-1995 e 2 partite nella stagione 1995-1996, nella quale trascorre anche un periodo in prestito al Crewe Alexandra, con cui segna una rete (la sua prima in carriera in campionati professionistici) in 13 presenze nel campionato di terza divisione. Terminato il prestito fa ritorno al Wimbledon, con cui tra il 1996 ed il 1998 gioca altre 30 partite di prima divisione (23 nella stagione 1996-1997 e 7 nella stagione 1997-1998); tra il 1998 ed il 2000 gioca poi sempre con i Dons ma in seconda divisione, ritirandosi poi nel 2000 a causa di una serie di infortuni.

### Nazionale
Ha esordito in nazionale il 27 maggio 1997 in una partita persa per 1-0 in casa contro il Galles; ha poi giocato altre due partite in nazionale, rispettivamente il 1º giugno 1997 (vittoria per 3-2 sul campo di Malta) e l'8 giugno 1997 (vittoria per 1-0 sul campo della Bielorussia).

## Palmarès

### Club

#### Competizioni nazionali
- New Zealand Football Championship: 1

Napier City Rovers: 1989